# Рахим, Гарай
Гарай Рахим (тат. Гәрәй Рәхим, урожд. Григорий Васильевич Родионов (тат. Григорий Василий улы Родионов); 15 июля 1941, Федотовка, Шугуровский район, Татарская АССР, РСФСР, СССР — 6 сентября 2021, Казань, Республика Татарстан, Российская Федерация) — советский и российский татарский поэт, писатель, журналист, публицист, общественный деятель. Заслуженный работник культуры Российской Федерации (2007). Народный писатель Республики Татарстан (2011), заслуженный деятель искусств Татарской АССР (1986). Лауреат Государственной премии Татарской АССР имени Габдуллы Тукая (1984).
Из кряшенской семьи. После окончания средней школы работал в колхозе, был директором сельской библиотеки, корреспондентом районной газеты, где начал печататься со своими первыми стихотворениями. Уехав в Казань, в 1967 году окончил историко-филологический факультет Казанского государственного университета имени В. И. Ульянова-Ленина. В дальнейшем работал литературным сотрудником газеты «Татарстан яшьләре» (1967—1968), редактором отдела детской и юношеской литературы Татарского книжного издательства (1968—1972), литературным консультантом в Союзе писателей ТАССР (1972—1977), заведующим отделом прозы журнала «Казан утлары» (1978—1979).
Член Союза писателей СССР (с 1968), правления Союза писателей ТАССР (с 1975). В 1982 году окончил Высшие литературные курсы при Литературном институте имени А. М. Горького в Москве, после чего занимал ряд ответственных должностей в Союзе писателей РСФСР. Вернувшись в Казань, был заместителем председателя Союза писателей ТАССР (1987—1992), заведующим отделом редакции газеты «Шәһри Казан» (1990—1991). В 1992 году поступил на государственную службу в аппарат Государственного совета Республики Татарстан, где проработал 17 лет до 2009 года.
Параллельно с общественной работой, активно занимался литературным творчеством. Работал в таких жанрах, как поэзия, проза, драматургия, публицистика, сатира, детская литература, выпустив более 30 книг и сборников, которые были высоко оценены критикой. Также известен как автор переводов, либретто, сценариев.
Скончался в 2021 году в возрасте 80 лет, работая до последних дней.

## Биография
Григорий Васильевич Родионов родился в деревне Федотовка Шугуровского района Татарской АССР. По национальности — кряшен, от татар себя не отделял. Из семьи крестьян-колхозников, живших в единственной кряшенской деревне на территории современного Лениногорского района, которая в повседневности зовётся — Поляны (тат. Аланлык). Мать, Фёкла Григорьевна, вырастившая трёх детей, родила Григория через три дня после того, как проводила на фронт своего мужа Василия Семёновича, прослужившего всю Великую Отечественную войну связистом-телефонистом на Белорусском фронте.
В 1949 году поступил в среднюю школу в родной деревне, которую окончил в 1959 году. Во время учёбы увлёкся поэзией, активно писал стихотворения для школьного журнала и стенной газеты. Оставшись в деревне из-за требования проработать несколько лет в колхозе после окончания школы, в дальнейшем трудился разнорабочим, грузчиком, лесорубом, подсобным рабочим на комбайне, пастухом, затем стал директором сельской библиотеки, а также был сельским корреспондентом районной газеты «Ильич васыятьләре» («Заветы Ильича»). В этот период активно занимался общественной деятельностью, в частности, организовал и возглавил кружок художественной самодеятельности, активно гастролировавший по деревням района с кряшенско-татарским фольклором, а также выступал со стихотворениями собственного исполнения, начав задумываться о том, чтобы стать артистом. В 1960 году вступил в лениногорское литературное объединение «Чишмә» под руководством Ш. Бикчурина, став вскоре одним и его самых активных членов.
Приехав в Казань с целью поступить в Татарский передвижной театр под руководством Р. Ишмурата, не был принят в театральное училище из-за дикции. В 1962 году поступил на отделение татарского языка и литературы историко-филологического факультета Казанского государственного университета имени В. И. Ульянова-Ленина, который окончил в 1967 году. В этот период продолжил заниматься общественной и творческой деятельностью, в частности, играл в театральной студии, принял активное участие в работе татарского кружка литературного творчества при университете, был избран председателем его бюро. По совету поэта Х. Туфана выбрал творческий псведоним — Гарай Рахим, оставшись в официальных документах Родионовым. После получения образования, в 1967 году поступил на работу литературным сотрудником в газете «Татарстан яшьләре», а в 1968 году стал редактором отдела детской и юношеской литературы Татарского книжного издательства. С 1968 года являлся членом Союза писателей СССР, с 1975 года — членом правления Союза писателей ТАССР. В 1970 году вступил в КПСС и избран членом пленума Татарского областного комитета ВЛКСМ. В 1972—1977 годах работал литературным консультантом в Союзе писателей ТАССР, а в 1978—1979 годах был заведующим отделом прозы журнала «Казан утлары». В 1975—1976 годах тяжело переболел туберкулёзом.
В 1979 году переехал в Москву, где поступил на Высшие литературные курсы при Литературном институте имени А. М. Горького, которые окончил в 1981 году. В 1980—1987 годах работал литературным консультантом по литературам Татарской, Башкирской и Чувашской автономий при правлении Союза писателей РСФСР под руководством С. Михалкова, ответственным секретарём совета переводчиков и комиссии по тюркской литературе Урала и Поволжья, главным консультантом по национальным литературам РСФСР, а также преподавал татарский язык и литературу на татарском отделении актёрского факультета Высшего театрального училища имени М. С. Щепкина. На этих постах активно занимался популяризацией национального искусства на международном уровне, участвовал в проведении празднований по случаю 100-летия Г. Тукая и 800-летия Кул Гали, организации вечеров татарской поэзии в Москве. По возвращении в Казань, в 1987—1992 годах занимал пост заместителя председателя татарского Союза писателей, а 1990—1991 годах являлся заведующим отделом редакции газеты «Шәһри Казан».
С 1992 года работал в аппарате Государственного совета Республики Татарстан, был референтом и главным референтом Комитета по культуре, науке, образованию и национальным вопросам, а также заведующим отделом по обеспечению его деятельности. В 2007 году получил классный чин действительного государственного советника Республики Татарстан 1-го класса, а в 2009 году ушёл со службы, проработав в парламенте 17 лет. Также являлся председателем Литературного фонда писателей Республики Татарстан (с 1999 года), членом правления Международного литературного фонда, участвовал в работе татарстанского ПЕН-центра. Занимался национальными и культурными проблемами республики, популяризацией татарской литературы и сохранением кряшенской культуры, в частности, принимал активное участие в организации и работе Республиканской общественной организации кряшен.
Десять лет назад я был совершенно опустошен тем, что ожидания от будущего становились всё хуже и хуже. Можно сказать, что и сейчас тоже не всё хорошо. В то же время и движение назад тоже замедлилось. Теперь, кажется, появилась какая-то стабильность. Тяжёлого в жизни, конечно, много. Думается всё же, будущее страны будет не таким уж плохим. Будущее наших детей будет зависеть от нашей же работы. Я преподаю в двух татарских школах. Вот как я забочусь о будущем татарского народа. Если говорить о своём будущем, я хочу для себя красивой старости. Когда мои дети немного подрастут, я планирую выйти на пенсию и навсегда уйти в литературную работу. Надеюсь, Всевышний сохранит мой разум.Гарай Рахим, 2006 год.
Гарай Рахим скончался 6 сентября 2021 года в Казани в возрасте 80 лет после тяжёлой болезни. Работал до последних дней, несмотря на терминальную стадию рака с метастазами. В последнем своём стихотворении Рахим рассказал о борьбе против смерти. Свои соболезнования по поводу его кончины выразил президент Республики Татарстан Р. Минниханов, руководство «Татмедиа», председатель Духовного управления мусульман Российской Федерации Р. Гайнутдин. Прощание прошло 7 сентября на площади перед театром Камала, похоронен был Рахим на кладбище села Габишево рядом с сыном Кубратом. В 2023 году на могиле был установлен памятник.

## Очерк творчества
Творческий псевдоним — Гарай Рахим. Первое стихотворение под названием «Язгы җыр» («Весенняя песня») было опубликовано в 1961 году в лениногорской районной газете «Ильич васыятьләре» («Заветы Ильича»). В 1960-х годах во время учёбы в Казанском университете стал публиковаться в республиканских газетах и журналах со стихами и рассказами, быстро найдя своего читателя. Первая книга под названием «Вәгъдә» («Обещание») вышла в 1967 году. С тех пор активно занимался литературно-художественным творчеством, а в начале 1990-х годов стал профессиональным писателем. Рахим обладал широким творческим потенциалом и успешно работая в различных литературных жанрах, таких как поэзия, проза, драматургия, детская литература. Получив признание в качестве лирического поэта, Рахим также известен своими повестями, рассказами, пьесами, очерками. Поэзия Рахима отличается своеобразием своей поэтической интонации и близка народно-песенным традициям, он умело внедрял в свои произведения слова и формы, бытующие в устном творчестве, особенно в фольклоре татар-кряшен. Его стихотворения характеризуются органичным единением эпического сюжета с философским лиризмом, острой публицистики с тонким юмором, тесным переплетением эмоций и размышлений, естественной простотой и искренностью, большими поэтическими обобщениями и ассоциативными сравнениями в области реальной жизни и природы.
О нём говорили: растёт сиротою,

а сколько их было в те давние годы!

Но в этом сиротстве случилось такое,

что стал с малолетства он сыном народа.
О нём говорили: недолгие сроки

скорбящей душе отмеряет природа,

Но в грусти, излитой в певучие строки,

уже становился он песней народа.
О нём говорили: живёт лишь стихами,

иная забота ему неугодна,

Но строки стихов его пламенных сами

уже становились заботой народа.
О нём говорили, когда схоронили:

умолк наконец-то. Стал прахом холодным.

Но все понимали — не спрятать в могиле

горячую душу и совесть народа.
Будучи представителем поколения, выражавшего активную гражданскую позицию, выступавшего против всякого «застоя» в искусстве и продвигавшего нетрадиционные формы донесения своих идей до читателя, уже с первых произведений Рахим обогатил татарскую поэзию новыми творческими приемами для выражения идеалов своей юности, прямого следования избранного пути, достижения главного в жизни — «народа на века». В поэзии Рахима 1960—1970 годов главное место занимают темы любви, утрат и надежды, поиски смысла жизни и размышления о жизни как таковой, в том числе о судьбах нации, татарской деревни, об опыте, который нужно будет передать потомкам. Стихотворения этого периода приобретают вид лозунгов, наполненных метафорами, когда касаются заботы о душевной красоте народа, жажды естественности, стремления к единению мира и человека, в частности, проводится идея о духовной преемственности предков, сумевших сохранить чистоту своего сердца, и нынешних товарищей-коммунистов с их моральной неподкупностью. В 1970—1980 годах фокусировка поэта сдвигается в сторону «тихой лирики», когда размышления о несовершенстве общества и населяющих его людей, тяготах повседневной жизни и продвигаемых властью идеалах излагаются исподволь, с помощью эзопова языка.
Постепенно в творчестве Рахима появляются юмористически-сатирические произведения, где бюрократия, безнравственность и наличие социального неравенства подвергаются уже более резкой критике. Проводя связь между внешним благополучием и внутренней духовной нищетой людей, он ставит вопрос о сущности человеческих отношений, призывая чувствовать цену слов и не стремиться к броским вещам, и такая публицистическая ясность естественным образом сочетается как с личной, так и с общественной жизнью поэта, не имея противоречий. С 1990-х годов в поэзии Рахима усиливается присутствие национальной темы, размышлений о суверенитете, будущем татарского народа, а в связи большим желанием высказать своё мнение по этим темам ряд его стихов характеризуются остро-социальной окраской. Одновременно же, всё больше у Рахима проявляется тоска по своей деревне, появляется образ родного края — такие стихотворения отличаются глубоким лиризмом и богатством природных образов, проникнуты гордостью за свою малую родину, преклонением перед её красотой. Любовь разная, к родине, к матери, к ближнему своему, является вообще одним из главных мотивов в творчестве поэта, видящего это чувство в качестве смысла и сути жизни. В ходе таких философских размышлений, являющихся главной особенностью творчества Рахима, он подходит к мысли о том, что поэзия — бессмертна, даже если самого поэта «однажды заберёт смерть».
Будучи одним из наиболее плодовитых литераторов Татарстана, Рахим является автором более трёх десятков книг, в числе которых можно выделить сборники стихов «Вәгъдә» («Обещание», 1967), «Хәтер» («Память», 1970), «Гөрләвек» («Ручей», 1974), «Зирек бөдрәләре» («Черные кудри ольхи», 1976), «Мәхәббәтем турында җыр» («Песнь о моей любви», 1982), «Моңнарым» («Мелодии в стихах», 1987), «Үз җиремдә үз җырым» («Пою тебе, земля моя», 1987), «Тимер торна» («Железный журавль», 1993), «Замандашларыма ачык хат» («Открытое письмо современникам», 1999). В области детской литературы критикой отмечены сборники стихов, пьес, рассказов и повестей «Чәчәк сатучы малай» («Маленький продавец цветов», 1968), «Стремление» («Омтылыш», 1969), «Мин урамда йөрим» («Я шагаю по улице», 1971), «Шатлык елы» («Год радости», 1972), «Ак күлмәкле кыз» («Девочка-ромашка», 1977), «Саргаймагыз, каштаннар» («Пожелтевшие каштаны», 1977), «Чәчәкле тәкыя» («Цветочный венок», 1981), «Иске самавыр торбасы» («Труба старого самовара», 2000). Проза, юмористические произведения, публицистика Рахима представлена в сборниках «Көннәр язга авышкач» («Дни склоняются к весне», 1978), «Туган йортта» («В родном доме», 1983), «Иптәшләр үзебезнеке» («Дружеские стрелы», 1988), «Татлы сагышларым» («Нежная печаль», 1991). Ряд произведений переведены на русский, башкирский, английский, немецкий, польский, венгерский, латышский, украинский, казахский, азербайджанский, монгольский, турецкий, узбекский и другие языки. Так, на русском языке в переводах изданы сборники стихов «Цветочная калитка» (1973), «Напевы курая» (1982), «Отзовись, лето» (1984), «Птица радости» (1986), «Сабантуй моей мечты» (2003). Сам поэт является автором переводов на татарский язык произведений ряда русских и национальных поэтов, в частности, С. Есенина, М.Львова, Д. Кугультинова, Р. Бикбаева. Также работал над татарским переводом библии.
Слова не нужны, если скромных ромашек

Однажды протянешь букет —

Дежурное слово безделицей зряшной

Недолго удержишь в руке.
Слова не нужны — подари мне ромашки,

Весны золотую печать.

Букет из ромашек обоим подскажет,

О чём мы хотим умолчать.
В 1981 году Рахим выступил автором либретто оперы «Каһәрләнгән мәхәббәт» («Кара за любовь») на музыку Б. Мулюкова по повести «Кара йөзләр» («Черноликие») М. Гафури, поставленной в 1981 году в Татарском государственном академическом театре оперы и балета имени Мусы Джалиля, за что в 1984 году в составе творческого коллектива был удостоен Государственной премии ТАССР имени Габдуллы Тукая. Участвовал в подготовке издания «Литературного энциклопедического словаря» (1987), для которого написал ряд статей. Помимо этого, был одним из составителей сборника «Татар балалар поэзиясе антологиясе» («Антология татарской детской поэзии», 1980), а также составителем двухтомника «Татар поэзиясе антологиясе» («Антология татарской поэзии», 1992). В 2005 году выступил соавтором сценария многосерийного художественного фильма об истории тюркских народов IV—XII веков «Сага древних булгар» режиссёра Б. Мансурова. Также является автором ряда пьес и сценариев для спектаклей, поставленных на различных театральных сценах республики, в том числе для самодеятельных и школьных театров. В 2001—2003 годах вышло собрание избранных сочинений Рахима в двух томах, а в 2012 году — в пяти. В 2013 году принял участие в литературной доработке стихов Р. Байтимерова, принятых в качестве текста государственного гимна Республики Татарстан на музыку Р. Яхина. На стихотворения Рахима татарскими композиторами написан ряд песен.

## Награды
Звания
- Почётное звание «Заслуженный работник культуры Российской Федерации» (2007 год) — за заслуги в области культуры и многолетнюю плодотворную работу[66].
- Почётное звание «Народный писатель Республики Татарстан» (2011 год) — за многолетний плодотворный труд на благо Республики Татарстан и большой вклад в развитие татарской литературы[67].
- Почётное звание «Заслуженный деятель искусств Татарской АССР» (1986 год)[68].

Медали
- Медаль «В память 1000-летия Казани» (2005 год)[28].
- Медаль «Ветеран труда» (1985 год)[69].
- Медаль «За доблестный труд» (2016 год) — за многолетнюю творческую деятельность и большой вклад в развитие татарской литературы[70].

Премии
- Государственная премия Татарской АССР имени Габдуллы Тукая (1984 год) — за либретто для оперы «Каһәрләнгән мәхәббәт» («Кара за любовь») по повести М. Гафури «Кара йөзләр» («Черноликие»), поставленную на сцене Татарского государственного академического театра оперы и балета имени М. Джалиля[2][71].
- Премия имени Сажиды Сулеймановой[тат.] (2013 год) — за собрание сочинений в пяти томах[72][73].

Прочее
- Почётные грамоты Президиумов Верховного совета Татарской АССР (1980 год), Литовской ССР (1984 год), Республики Башкортостан (1997 год)[31].

## Личная жизнь
Первая жена — Флера, дочь — Лилия. Вторая жена — Диляра. Два сына — Кубрат (умер молодым) и Даут. Увлекался кулинарией.